# Odontopera graecarius
Odontopera graecarius är en fjärilsart som beskrevs av Bang-haas 1910. Odontopera graecarius ingår i släktet Odontopera och familjen mätare. Inga underarter finns listade i Catalogue of Life.